# NGC 737
NGC 737 је тројна звезда у сазвежђу Троугао која се налази на NGC листи објеката дубоког неба.
Деклинација објекта је + 33° 2' 59" а ректасцензија 1h 56m 40,8s. Привидна величина (магнитуда) објекта NGC 737 износи 12,2.